# Misje petersberskie

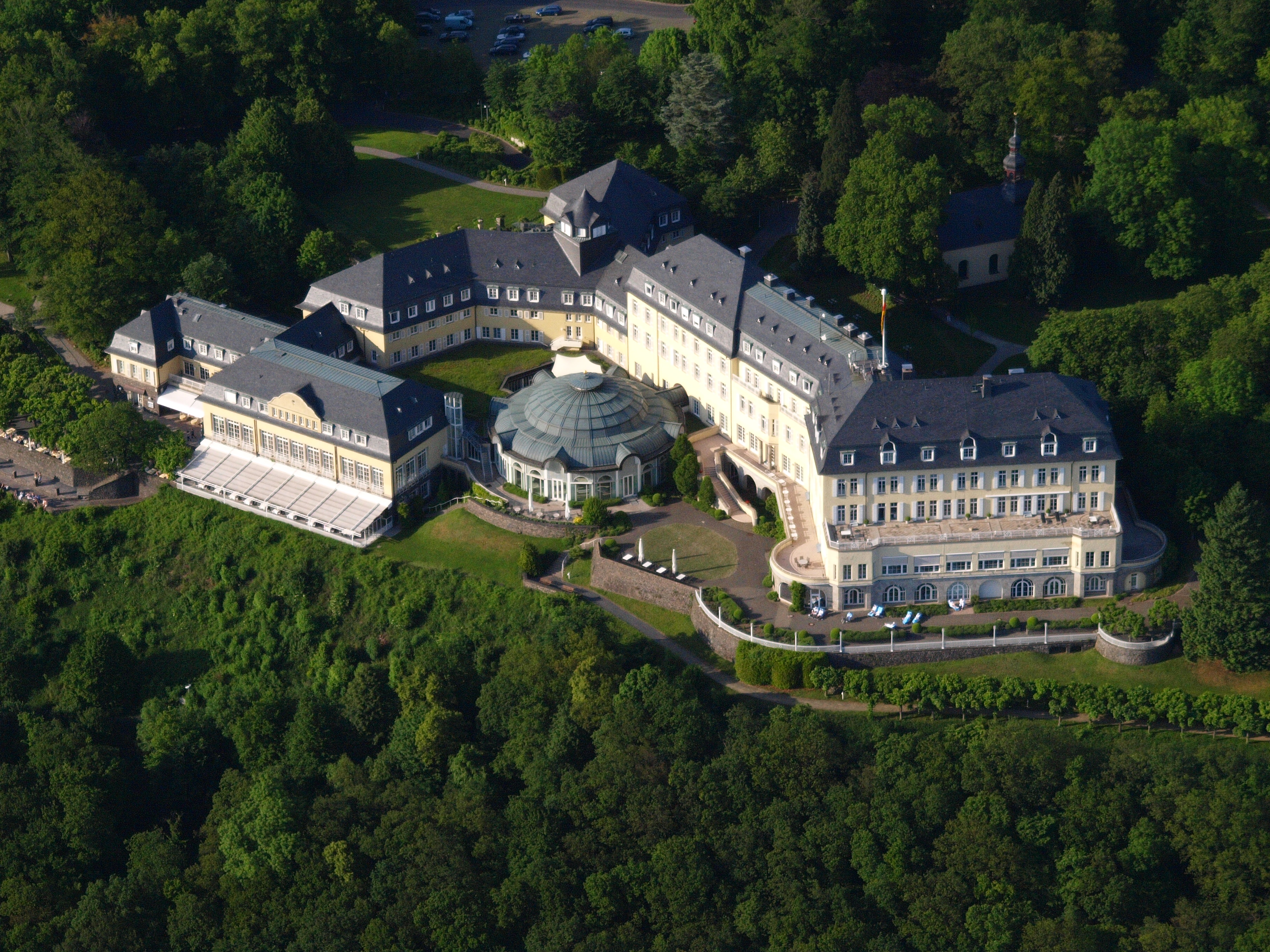
Hotel Petersberg

Misje petersberskie to zbiór zadań z zakresu polityki bezpieczeństwa, przyjęty do realizacji przez Unię Zachodnioeuropejską na konferencji w Hotelu Petersberg, niedaleko Bonn, w 1992 roku.
Są to zadania humanitarne, w tym ratownicze; misje pokojowe oraz misje zarządzania sytuacjami kryzysowymi.
Misje petersberskie zostały włączone do zadań Wspólnej Polityki Zagranicznej i Bezpieczeństwa Unii Europejskiej przez Traktat Amsterdamski. Po tym, jak sygnatariusze zmodyfikowanego traktatu brukselskiego zdecydowali w 2010 r. o rozwiązaniu Unii Zachodnioeuropejskiej, UE przejęła jej składniki materialne i kompetencje. Zadania petersberskie są nadal podstawą prawną decyzji o wysłaniu misji w ramach WPBiO.
Odpowiednikiem misji petersberskich w NATO jest planowanie obrony cywilnej w sytuacji zagrożeń (CEP).